# NBA All Star-gála
A National Basketball Association All Star-gála egy kosárlabda esemény, amelyet a National Basketball Association (NBA) rendez évente és a liga 24 legjobb játékos szerepel benne. Az NBA All Star-hétvége egyik eseménye, amely péntektől vasárnapig tart. Az első gálát 1951. március 2-án játszották a Boston Gardenben.
Mindkét csapat kezdőcsapatát rajongók, a média és játékosok választják ki, a cseréket pedig az edzők választják, hét játékost a saját főcsoportjukból, ezzel elérve a 12 fős keretet. Ha egy játékos nem tud szerepelni sérülés miatt, az NBA biztosa választ helyette játékost.
2018 óta a legtöbb szavazatot szerző játékosok a csapatkapitányok és ők választják ki csapatukat a megszavazott játékosok közül. A 2019-es gálára a csapatokat élőben, a TNT műsorán draftolta LeBron James és Jánisz Antetokúnmpo. A csapatok kiválasztanak egy jótékonysági célt, amelyért játszanak, hogy kompetitív maradjon a gála.
A csapatok vezetőedzője mindig az, akinek csapata a gála idején első helyezett a két főcsoportban, de nem szerepelhetnek kétszer egymás után. Ennek ellenére Pat Riley, a Los Angeles Lakers nagyon sikeres edzője 1982 és 1990 között kilenc szezon alatt nyolcszor volt vezetőedzője a nyugati csapatnak.

## Háttér
Az All Star-gála ötletér először az NBA elnöke, Maurice Podoloff, az NBA marketing igazgatója, Haskell Cohen és a Boston Celtics tulajdonosa, Walter A. Brown vetette fel egy olyan időszakban, amikor a sport egy nagyobb botrányon ment keresztül.
Azzal a céllal, hogy újra népszerűséget nyerjen a liga, Cohen feldobta az ötletet, hogy rendezzenek a Major League Baseball All Star-gálájához hasonló mérkőzést, amelyben a bajnokság legjobb játékosai szerepelnek. Ugyan sok ember, köztük Podoff is, pesszimista volt az ötlettel kapcsolatban, Brown magabiztos volt, hogy az ötlet sikeres lesz és felajánlotta, hogy az esemény pénzügyi oldalát fedezi.
Az első All Star-gálát 1951. március 2-án rendezték a Boston Gardenben, amely mérkőzésen a kelet legyőzte a nyugatot, 111–94 arányban. A Boston Celtics játékosa, Ed Macauley volt a gála MVP-je. Több, mint 10 ezren tekintették meg, amely sokkal magasabb volt, mint az átlagos nézőszám a szezonban (3,500).
2010-ben 108,713-an tekintették meg az All Star-mérkőzést, amellyel minden idők legnagyobb kosárlabda mérkőzése lett a Cowboys Stadionban (Arlington, Texas). Korábban a rekordot (78,129) a 2003. december 13-án játszott mérkőzésen állították be a Michigan State és a Kentucky között.
2017-ben az eredeti helyszín Charlotte (Észak-Karolina) lett volna, de miután az állam elfogadott a transznemű emberek ellen diszkriminálónak minősített törvényt, az NBA áthelyezte a mérkőzést New Orleans-be. Miután az állam visszavonta ezen törvény több részletét is, Charlotte megkapta a 2019-es gálát.
2018-től a két főcsoport legtöbb szavazatot kapó játékosa a két csapatkapitány és egy draft formátumban választják ki csapataikat, főcsoporttól főcsoporttól függetlenül.

## A mérkőzés
A kezdőcsapatok a megszokott módon öt játékosból állnak, amelyet a rajongók, a média és a játékosok szavaznak meg. 2017-ben az NBA bejelentette, hogy már nem csak rajongók fognak szavazni, csak az összes szavazatoknak 50%-nak fog számítani. 2003 óta a szavazás angolul, spanyolul és kínaiul is elérhető.
Az NBA vezetőedzői szavaznak a cserékre, saját főcsoportjukból, de nem választhatnak saját csapatukból. Ha egy játékos nem tud szerepelni sérülés miatt, az NBA biztosa választ helyette játékost.
Több All Star játékost is lehet választani egy csapatból, a rekord négy. Ez először 1962-ben történt meg (Los Angeles Lakers, Boston Celtics). A legutóbbi négy All Staros csapat a Golden State Warriors volt 2017-ben.

## Eredmények
| Keleti főcsoport (38 győzelem) | Nyugati főcsoport (29 győzelem) |
| ------------------------------ | ------------------------------- |

| Év   | Eredmény | Aréna | Város | MVP |
| ---- | --- | --- | --- | --- |
| 1951 | Kelet 111, Nyugat 94 | Boston Garden | Boston, Massachusetts | Ed Macauley, Boston Celtics |
| 1952 | Kelet 108, Nyugat 91 | Boston Garden (2) | Boston, Massachusetts (2) | Paul Arizin, Philadelphia Warriors                                                                                             |
| 1953 | Nyugat 79, Kelet 75 | Allen County War Memorial Coliseum                                                                                             | Fort Wayne, Indiana | George Mikan, Minneapolis Lakers                                                                                               |
| 1954 | Kelet 98, Nyugat 93 (h.u.) | Madison Square Garden III | New York City, New York | Bob Cousy, Boston Celtics |
| 1955 | Kelet 100, Nyugat 91 | Madison Square Garden III (2)                                                                                                  | New York City, New York (2) | Bill Sharman, Boston Celtics                                                                                                   |
| 1956 | Nyugat 108, Kelet 94 | Rochester War Memorial Coliseum                                                                                                | Rochester, New York | Bob Pettit, St. Louis Hawks |
| 1957 | Kelet 109, Nyugat 97 | Boston Garden (3) | Boston, Massachusetts (3) | Bob Cousy (2), Boston Celtics                                                                                                  |
| 1958 | Kelet 130, Nyugat 118 | St. Louis Arena | St. Louis, Missouri | Bob Pettit (2), St. Louis Hawks                                                                                                |
| 1959 | Nyugat 124, Kelet 108 | Olympia Stadium | Detroit, Michigan | Elgin Baylor, Minneapolis Lakers Bob Pettit (3), St. Louis Hawks                                                               |
| 1960 | Kelet 125, Nyugat 115 | Convention Hall | Philadelphia, Pennsylvania | Wilt Chamberlain, Philadelphia Warriors                                                                                        |
| 1961 | Nyugat 153, Kelet 131 | Onondaga County War Memorial Coliseum                                                                                          | Syracuse, New York | Oscar Robertson, Cincinnati Royals                                                                                             |
| 1962 | Nyugat 150, Kelet 130 | St. Louis Arena (2) | St. Louis, Missouri (2) | Bob Pettit (4), St. Louis Hawks                                                                                                |
| 1963 | Kelet 115, Nyugat 108 | LA Sports Arena | Los Angeles, Kalifornia | Bill Russell, Boston Celtics                                                                                                   |
| 1964 | Kelet 111, Nyugat 107 | Boston Garden (4) | Boston, Massachusetts (4) | Oscar Robertson (2), Cincinnati Royals                                                                                         |
| 1965 | Kelet 124, Nyugat 123 | St. Louis Arena (3) | St. Louis, Missouri (3) | Jerry Lucas, Cincinnati Royals                                                                                                 |
| 1966 | Kelet 137, Nyugat 94 | Cincinnati Gardens | Cincinnati, Ohio | Adrian Smith, Cincinnati Royals                                                                                                |
| 1967 | Nyugat 135, Kelet 120 | Cow Palace | Daly City, Kalifornia | Rick Barry, San Francisco Warriors                                                                                             |
| 1968 | Kelet 144, Nyugat 124 | Madison Square Garden III (3)                                                                                                  | New York City, New York (3) | Hal Greer, Philadelphia 76ers                                                                                                  |
| 1969 | Kelet 123, Nyugat 112 | Baltimore Civic Center | Baltimore, Maryland | Oscar Robertson (3), Cincinnati Royals                                                                                         |
| 1970 | Kelet 142, Nyugat 135 | The Spectrum | Philadelphia, Pennsylvania (2)                                                                                                 | Willis Reed, New York Knicks                                                                                                   |
| 1971 | Nyugat 108, Kelet 107 | San Diego Sports Arena | San Diego, Kalifornia | Lenny Wilkens, Seattle SuperSonics                                                                                             |
| 1972 | Nyugat 112, Kelet 110 | The Forum | Inglewood, Kalifornia | Jerry West, Los Angeles Lakers                                                                                                 |
| 1973 | Kelet 104, Nyugat 84 | Chicago Stadium | Chicago, Illinois | Dave Cowens, Boston Celtics |
| 1974 | Nyugat 134, Kelet 123 | Seattle Center Coliseum | Seattle, Washington | Bob Lanier, Detroit Pistons |
| 1975 | Kelet 108, Nyugat 102 | Arizona Veterans Memorial Coliseum                                                                                             | Phoenix, Arizona | Walt Frazier, New York Knicks                                                                                                  |
| 1976 | Kelet 123, Nyugat 109 | The Spectrum (2) | Philadelphia, Pennsylvania (3)                                                                                                 | Dave Bing, Washington Bullets                                                                                                  |
| 1977 | Nyugat 125, Kelet 124 | Milwaukee Arena | Milwaukee, Wisconsin | Julius Erving, Philadelphia 76ers                                                                                              |
| 1978 | Kelet 133, Nyugat 125 | Omni Coliseum | Atlanta, Georgia | Randy Smith, Buffalo Braves |
| 1979 | Nyugat 134, Kelet 129 | Pontiac Silverdome | Pontiac, Michigan | David Thompson, Denver Nuggets                                                                                                 |
| 1980 | Kelet 144, Nyugat 136 (h.u.)                                                                                                   | Capital Centre | Landover, Maryland | George Gervin, San Antonio Spurs                                                                                               |
| 1981 | Kelet 123, Nyugat 120 | Coliseum at Richfield | Richfield, Ohio | Nate Archibald, Boston Celtics                                                                                                 |
| 1982 | Kelet 120, Nyugat 118 | Brendan Byrne Arena | East Rutherford, New Jersey | Larry Bird, Boston Celtics |
| 1983 | Kelet 132, Nyugat 123 | The Forum (2) | Inglewood, Kalifornia (2) | Julius Erving (2), Philadelphia 76ers                                                                                          |
| 1984 | Kelet 154, Nyugat 145 (h.u.)                                                                                                   | McNichols Sports Arena | Denver, Colorado | Isiah Thomas, Detroit Pistons                                                                                                  |
| 1985 | Nyugat 140, Kelet 129 | Hoosier Dome | Indianapolis, Indiana† | Ralph Sampson, Houston Rockets                                                                                                 |
| 1986 | Kelet 139, Nyugat 132 | Reunion Arena | Dallas, Texas | Isiah Thomas (2), Detroit Pistons                                                                                              |
| 1987 | Nyugat 154, Kelet 149 (h.u.)                                                                                                   | Kingdome | Seattle, Washington† (2) | Tom Chambers, Seattle SuperSonics                                                                                              |
| 1988 | Kelet 138, Nyugat 133 | Chicago Stadium (2) | Chicago, Illinois (2) | Michael Jordan, Chicago Bulls                                                                                                  |
| 1989 | Nyugat 143, Kelet 134 | Astrodome | Houston, Texas | Karl Malone, Utah Jazz |
| 1990 | Kelet 130, Nyugat 113 | Miami Arena | Miami, Florida | Magic Johnson, Los Angeles Lakers                                                                                              |
| 1991 | Kelet 116, Nyugat 114 | Charlotte Coliseum | Charlotte, Észak-Karolina | Charles Barkley, Philadelphia 76ers                                                                                            |
| 1992 | Nyugat 153, Kelet 113 | Orlando Arena | Orlando, Florida | Magic Johnson (2), Los Angeles Lakers                                                                                          |
| 1993 | Nyugat 135, Kelet 132 (h.u.)                                                                                                   | Delta Center | Salt Lake City, Utah | Karl Malone (2), Utah Jazz John Stockton, Utah Jazz                                                                            |
| 1994 | Kelet 127, Nyugat 118 | Target Center | Minneapolis, Minnesota | Scottie Pippen, Chicago Bulls                                                                                                  |
| 1995 | Nyugat 139, Kelet 112 | America West Arena | Phoenix, Arizona (2) | Mitch Richmond, Sacramento Kings                                                                                               |
| 1996 | Kelet 129, Nyugat 118 | Alamodome | San Antonio, Texas | Michael Jordan (2), Chicago Bulls                                                                                              |
| 1997 | Kelet 132, Nyugat 120 | Gund Arena | Cleveland, Ohio | Glen Rice, Charlotte Hornets                                                                                                   |
| 1998 | Kelet 135, Nyugat 114 | Madison Square Garden | New York City, New York (4) | Michael Jordan (3), Chicago Bulls                                                                                              |
| 1999 | Lemondva a liga felfüggesztése miatt. A mérkőzés a First Union Center-ben lett volna megrendezve (Philadelphia, Pennsylvania). | Lemondva a liga felfüggesztése miatt. A mérkőzés a First Union Center-ben lett volna megrendezve (Philadelphia, Pennsylvania). | Lemondva a liga felfüggesztése miatt. A mérkőzés a First Union Center-ben lett volna megrendezve (Philadelphia, Pennsylvania). | Lemondva a liga felfüggesztése miatt. A mérkőzés a First Union Center-ben lett volna megrendezve (Philadelphia, Pennsylvania). |
| 2000 | Nyugat 137, Kelet 126 | The Arena in Oakland | Oakland, Kalifornia | Tim Duncan, San Antonio Spurs Shaquille O'Neal, Los Angeles Lakers                                                             |
| 2001 | Kelet 111, Nyugat 110 | MCI Center | Washington, D.C. | Allen Iverson, Philadelphia 76ers                                                                                              |
| 2002 | Nyugat 135, Kelet 120 | First Union Center | Philadelphia, Pennsylvania (4)                                                                                                 | Kobe Bryant, Los Angeles Lakers                                                                                                |
| 2003 | Nyugat 155, Kelet 145 (2 h.u.)                                                                                                 | Philips Arena | Atlanta, Georgia (2) | Kevin Garnett, Minnesota Timberwolves                                                                                          |
| 2004 | Nyugat 136, Kelet 132 | Staples Center | Los Angeles, Kalifornia (2) | Shaquille O'Neal (2), Los Angeles Lakers                                                                                       |
| 2005 | Kelet 125, Nyugat 115 | Pepsi Center | Denver, Colorado (2) | Allen Iverson (2), Philadelphia 76ers                                                                                          |
| 2006 | Kelet 122, Nyugat 120 | Toyota Center | Houston, Texas (2) | LeBron James, Cleveland Cavaliers                                                                                              |
| 2007 | Nyugat 153, Kelet 132 | Thomas & Mack Center | Paradise, Nevada | Kobe Bryant (2), Los Angeles Lakers                                                                                            |
| 2008 | Kelet 134, Nyugat 128 | New Orleans Arena | New Orleans, Louisiana | LeBron James (2), Cleveland Cavaliers                                                                                          |
| 2009 | Nyugat 146, Kelet 119 | US Airways Center (2) | Phoenix, Arizona (3) | Kobe Bryant (3), Los Angeles Lakers Shaquille O'Neal (3), Phoenix Suns                                                         |
| 2010 | Kelet 141, Nyugat 139 | Cowboys Stadium | Arlington, Texas | Dwyane Wade, Miami Heat |
| 2011 | Nyugat 148, Kelet 143 | Staples Center (2) | Los Angeles, Kalifornia (3) | Kobe Bryant (4), Los Angeles Lakers                                                                                            |
| 2012 | Nyugat 152, Kelet 149 | Amway Center (2) | Orlando, Florida (2) | Kevin Durant, Oklahoma City Thunder                                                                                            |
| 2013 | Nyugat 143, Kelet 138 | Toyota Center (2) | Houston, Texas (3) | Chris Paul, Los Angeles Clippers                                                                                               |
| 2014 | Kelet 163, Nyugat 155 | Smoothie King Center (2) | New Orleans, Louisiana (2) | Kyrie Irving, Cleveland Cavaliers                                                                                              |
| 2015 | Nyugat 163, Kelet 158 | Madison Square Garden (2) / Barclays Center                                                                                    | New York City, New York (5) | Russell Westbrook, Oklahoma City Thunder                                                                                       |
| 2016 | Nyugat 196, Kelet 173 | Air Canada Centre | Toronto, Ontario | Russell Westbrook (2), Oklahoma City Thunder                                                                                   |
| 2017 | Nyugat 192, Kelet 182 | Smoothie King Center (3) | New Orleans, Louisiana (3) | Anthony Davis, New Orleans Pelicans                                                                                            |
| 2018 | Team LeBron 148, Team Stephen 145                                                                                              | Staples Center (3) | Los Angeles, Kalifornia (4) | LeBron James (3), Cleveland Cavaliers                                                                                          |
| 2019 | Team LeBron 178, Team Jánisz 164                                                                                               | Spectrum Center | Charlotte, North Carolina (2)                                                                                                  | Kevin Durant (2), Golden State Warriors                                                                                        |
| 2020 | Team LeBron 157, Team Jánisz 155                                                                                               | United Center | Chicago, Illinois (3) | Kawhi Leonard, Los Angeles Clippers                                                                                            |
| 2021 | Team LeBron 170, Team Durant 150                                                                                               | State Farm Arena (2) | Atlanta, Georgia (3) | Jánisz Antetokúnmpo, Milwaukee Bucks                                                                                           |
| 2022 | Team LeBron 163, Team Durant 160                                                                                               | Rocket Mortgage FieldHouse (2)                                                                                                 | Cleveland, Ohio (2) | Stephen Curry (1), Golden State Warriors                                                                                       |
| 2023 | Team Jánisz 184, Team LeBron 175                                                                                               | Vivint Aréna (2) | Salt Lake City, Utah (2) | Jayson Tatum, Boston Celtics                                                                                                   |
| 2024 | Kelet 211, Nyugat 186 | Bankers Life Fieldhouse | Indianapolis, Indiana (2) | Damian Lillard, Milwaukee Bucks                                                                                                |
| 2025 | OGs 41, Global Stars 25 | Chase Center | San Francisco, Kalifornia | Stephen Curry (2), Golden State Warriors                                                                                       |
| 2026 | Ismeretlen vs. Ismeretlen | Intuit Dome | Inglewood, Kalifornia (3) | |
| 2027 | Ismeretlen vs. Ismeretlen | Footprint Center (3) | Phoenix, Arizona (4) | |